# Fates Warning
Fates Warning je progresivně metalová skupina, kterou v roce 1982 v Hartfordu v Connecticutu v USA, založili John Arch, Jim Matheos, Victor Arduini, Joe DiBiase a Steve Zimmerman.
Skupina stála u vzniku progresivního metalu; jejich raná alba jsou považována za zásadní pro vymezení samotného žánru. V bukletu rozšířené edice alba Awaken the Guardian poznamenal Mike Portnoy, bubeník Dream Theater: "Fanoušci i kritikové často přisuzují Dream Theater zásluhy za vytváření progresivního metalu koncem 80. a začátkem 90. let, ... pravdou ovšem je, že Fates Warning to dělali léta před námi."

## Historie
První album Night on Bröcken vyšlo v roce 1984 u společnosti Metal Blade a byl z něj cítit velký vliv Iron Maiden. Album The Spectre Within, které představilo mnohem progresivnější zvuk, bylo vydáno v roce 1985.
V roce 1986 skupinu opustil původní kytarista Victor Arduini a nahradil jej Frank Aresti. V tomto roce také bylo vydáno třetí album Awaken the Guardian, které se posunulo směrem k mytické atmosféře.
V roce 1987, předtím, než skupina začala pracovat na dalším albu, odešel původní zpěvák John Arch. Ray Adler se k Fates Warning připojil v roce 1988 a skupina vydala své první album s ním, No Exit.
Neustálé změny v sestavě pokračovaly odchodem bubeníka Stevea Zimmermana v roce 1988, kterého v roce 1989 nahradil Mark Zonder. V téže roce spatřilo světlo světa album Perfect Symetry. Ve skladbě "At Fates Hands" hostoval tehdejší klávesista Dream Theater Kevin Moore.
Roku 1991 bylo vydáno album Paralells, které někteří kritikové považují za komerční. Ve skladbě "Life in Still Water" se objevil nový zpěvák Dream Theater James LaBrie.
V roce 1995 vyšla kompilace Chasing Time, která obsahovala i dvě předtím nikdy nevydané skladby.
V roce 1996 Fates Warning opustili Joe DiBiase a Frank Aresti.
Tři zbývající členové - Alder, Matheos a Zonder – nahráli v roce 1997 album A Pleasant Shade of Gray. Objevili se na něm také hostující hudebníci Joey Vera (baskytara) a Kevin Moore (piano, klávesy).Toto koncepční album, které bylo naprosto odlišné od jejich předchozích děl, odhalilo hlubší a temnější stránku Fates Warning. Původně 50minutová skladba byla rozdělena do 12 písní.
V roce 1998 se na hudebním trhu objevilo živé dvojalbum Still Life. První disk obsahoval A Pleasant Shade of Gray zahrané vcelku, zatímco na druhém byla kompletní verze skladby "The Ivory Gate of Dreams" z alba No Exit spolu s dalšími písněmi. Na tomto albu skupině pomáhali Bernie Versailles s doprovodnými kytarami, Jason Keaser s klávesami a Joey Vera s baskytarou. Japonská verze zahrnovala i studiovou cover verzi skladby "In Trance" od Scorpions.
V roce 2001 se k Fates Warning ještě jednou vrátili Moore a Vera, aby pomohli vytvořit další album Disconnected.
FWX, desáté studiové album, vyšlo v roce 2004. Bubeník Mark Zonder oznámil, že FWX bude jeho poslední album se skupinou, protože se toužil věnovat jiným svým zájmům, a v roce 2005 odešel.
V roce 2005 se objevilo koncertní DVD Live in Athens a byla také vydána CD verze.
Před nedávnem se k Fates Warning vrátil Frank Aresti, aby s nimi odehrál několik posledních koncertních turné. Můžeme ho vidět i na DVD Live in Athens.
Skupina nahrála skladby k nejrůznějším tributům, například "Closer to the Heart" na albu Working Man na počest Rush z roku 1996, "Saints in Hell" na Legends of Metal na počest Judas Priest z roku 1997 nebo "Sign of the Southern Cross" na Holy Dio na počest Ronnieho Jamese Dia z roku 2000.

## Diskografie

### Studiová alba
- Night on Bröcken (1984, znovu vydáno a rozšířeno 2002)
- The Spectre Within (1985, znovu vydáno a rozšířeno 2002)
- Awaken the Guardian (1986, znovu vydáno a rozšířeno 2005)
- No Exit (1988, znovu vydáno a rozšířeno 2007)
- Perfect Symmetry (1989, znovu vydáno a rozšířeno 2008)
- Parallels (1991)
- Inside Out (1994)
- A Pleasant Shade of Gray (1997)
- Disconnected (2000)
- FWX (2004)
- Darkness In A Different Light (2013)
- Theories of Flight (2016)

### Živá alba
- Still Life (1998)
- Live in Athens (2005)
- Awaken the Guardian Live (2017)
- Live over Europe (2018)

### Kompilace
- Chasing Time (1995)

### Různé nahrávky
- Demo 1983 (1983)
- Misfit Demo (1983)
- Demo 1984 (1984)
- Dickie Demo (1985)
- Pale Fire (singl) (1994)
- A Pleasant Shade of Gray: Part II (singl) (1997)
- Awaken the Guardian Re-Release (box set) (2005)
  - CD1: Awaken the Guardian Remaster CD
  - CD2: Demos & Live CD
  - CD3: DVD: 12/28/1986 at Sundance, Long Island, NY
- Inside Out / Disconnected (nové vydání s bonusy) (2007)

## Videografie

### Videoklipy
- "Kyrie Eleison" (1986)
- "Anarchy Divine" (1988)

- "Silent Cries" (1988)
- "Through Different Eyes" (1989)
- "Point of View" (1991)
- "Eye to Eye" (1992)
- "Monument" (1994)
- "Simple Human" (2004)

### DVD a VHS
- A Pleasant Shade of Gray (1998, VHS)
- Live at the Dynamo (2000, DVD)
- The View from Here (2003, DVD)
- Live in Athens (2005, DVD)

## Členové

### Současní členové
- Ray Alder: zpěv (1987–současnost)
- Jim Matheos: kytara (1982–současnost)
- Joey Vera: baskytara (2000–současnost)

### Bývalí členové
- John Arch: zpěv (1982–1987)
- Chris Cronk: zpěv (1987)
- Victor Arduini: kytary (1982–1986)
- Frank Aresti: kytary (1986–1996) - nyní skupinu doprovází pouze na turné
- Joe DiBiase: baskytara (1982–1996)
- Steve Zimmermann: bicí (1982–1988)
- Mark Zonder: bicí (1988–2005)

## Galerie

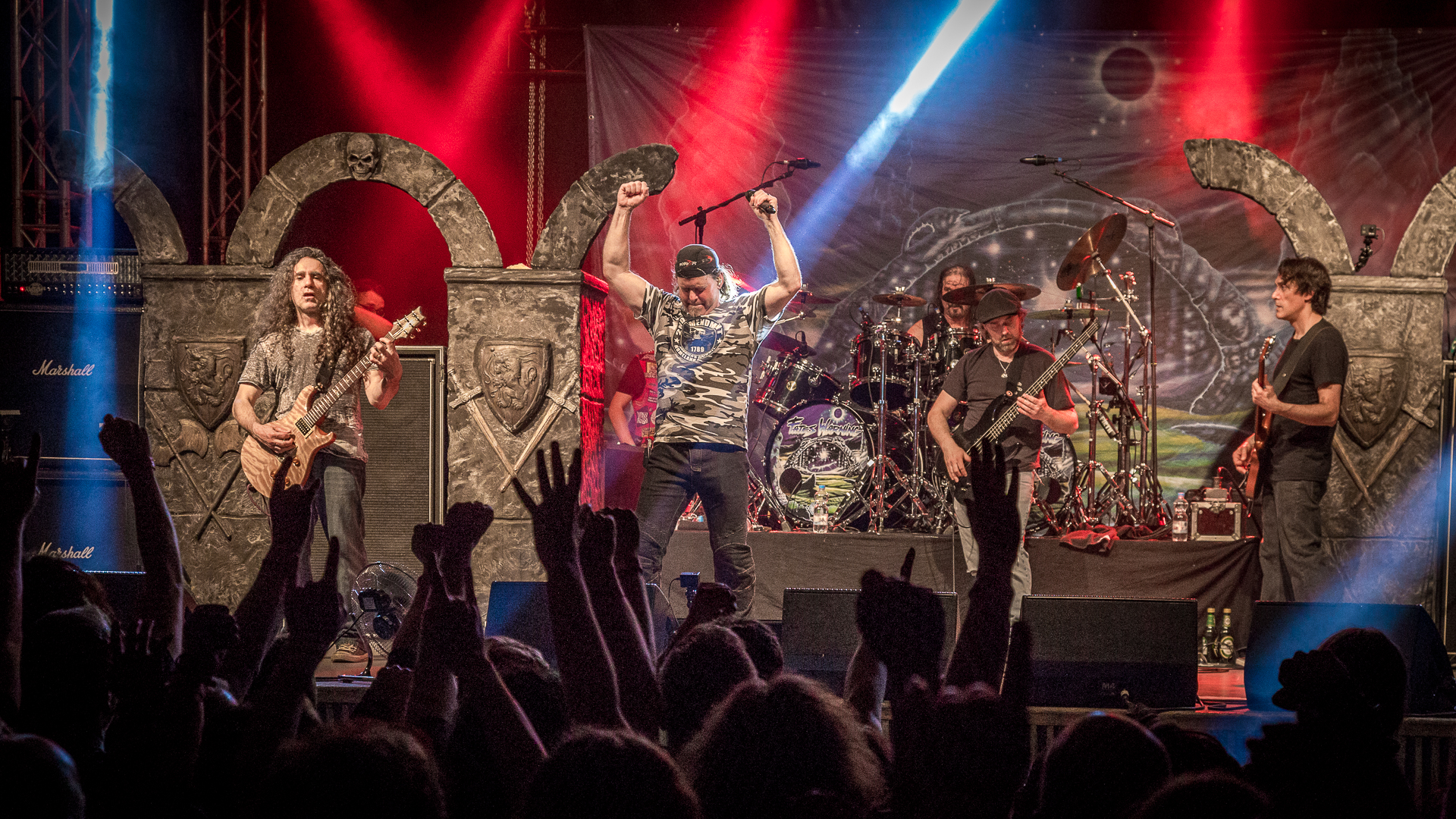
Fates Warning (KIT Festival, 2016)
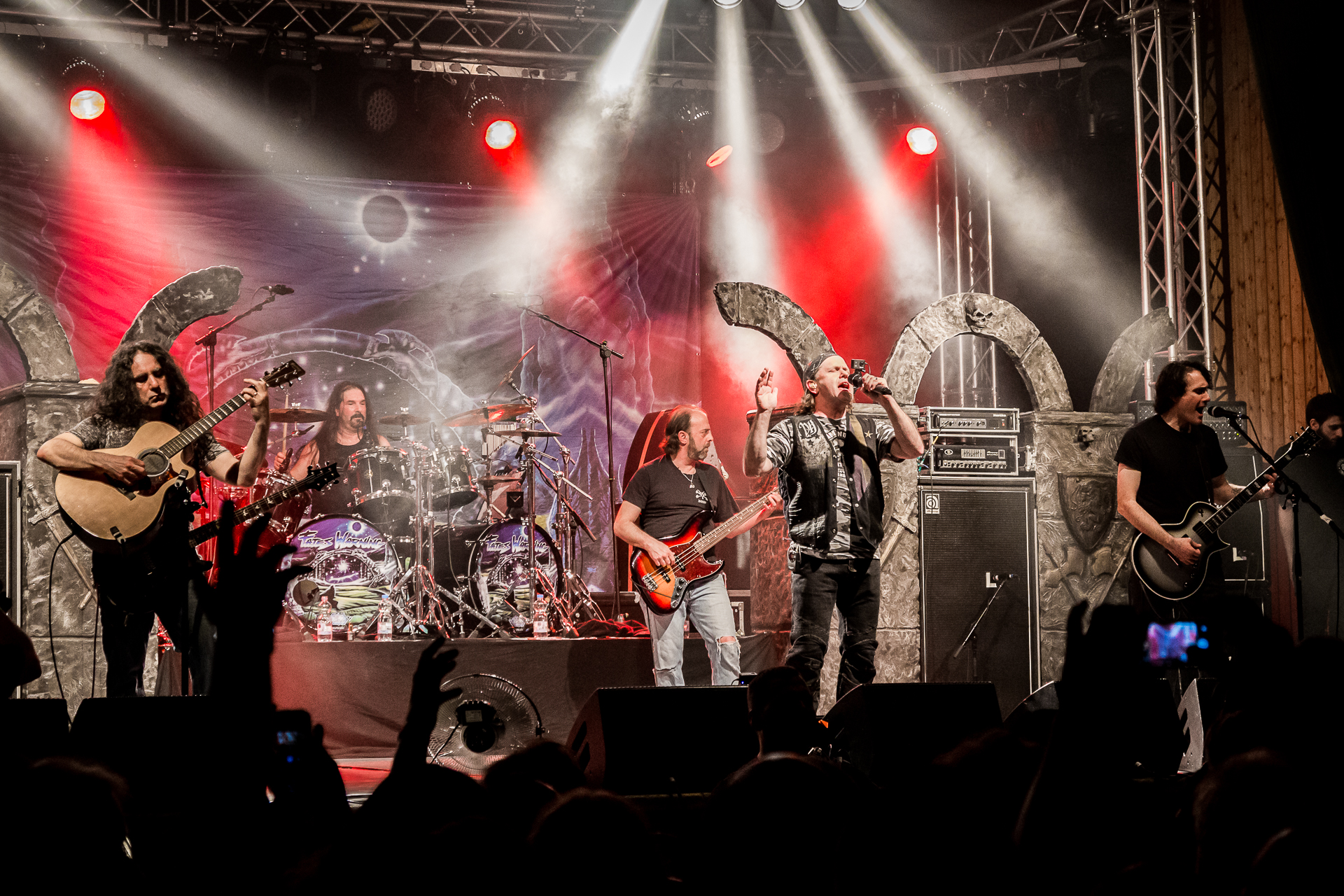
Fates Warning (KIT Festival, 2016)
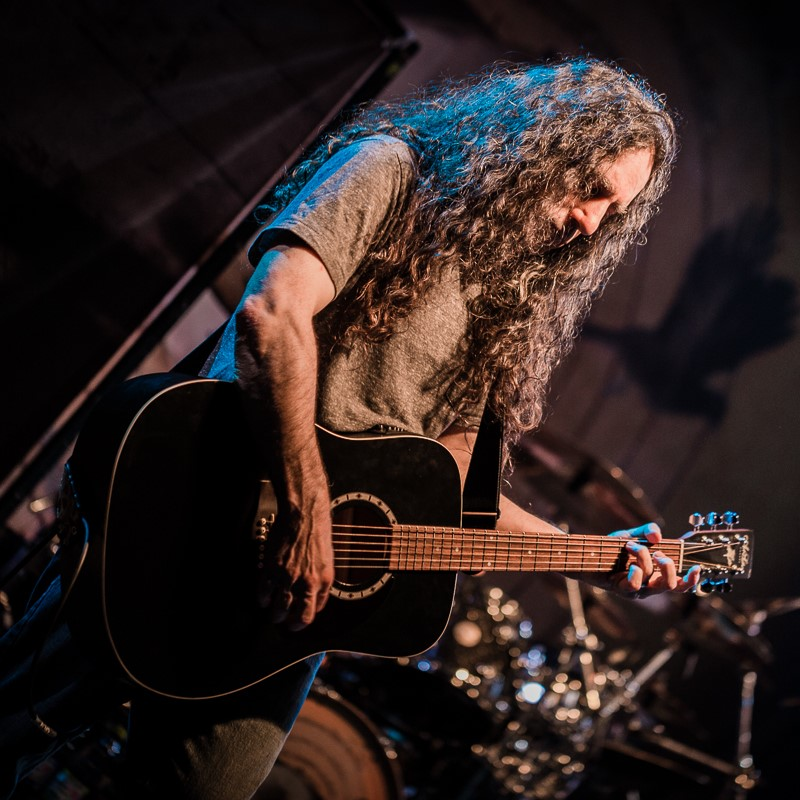
Jim Matheos (Fates Warning)
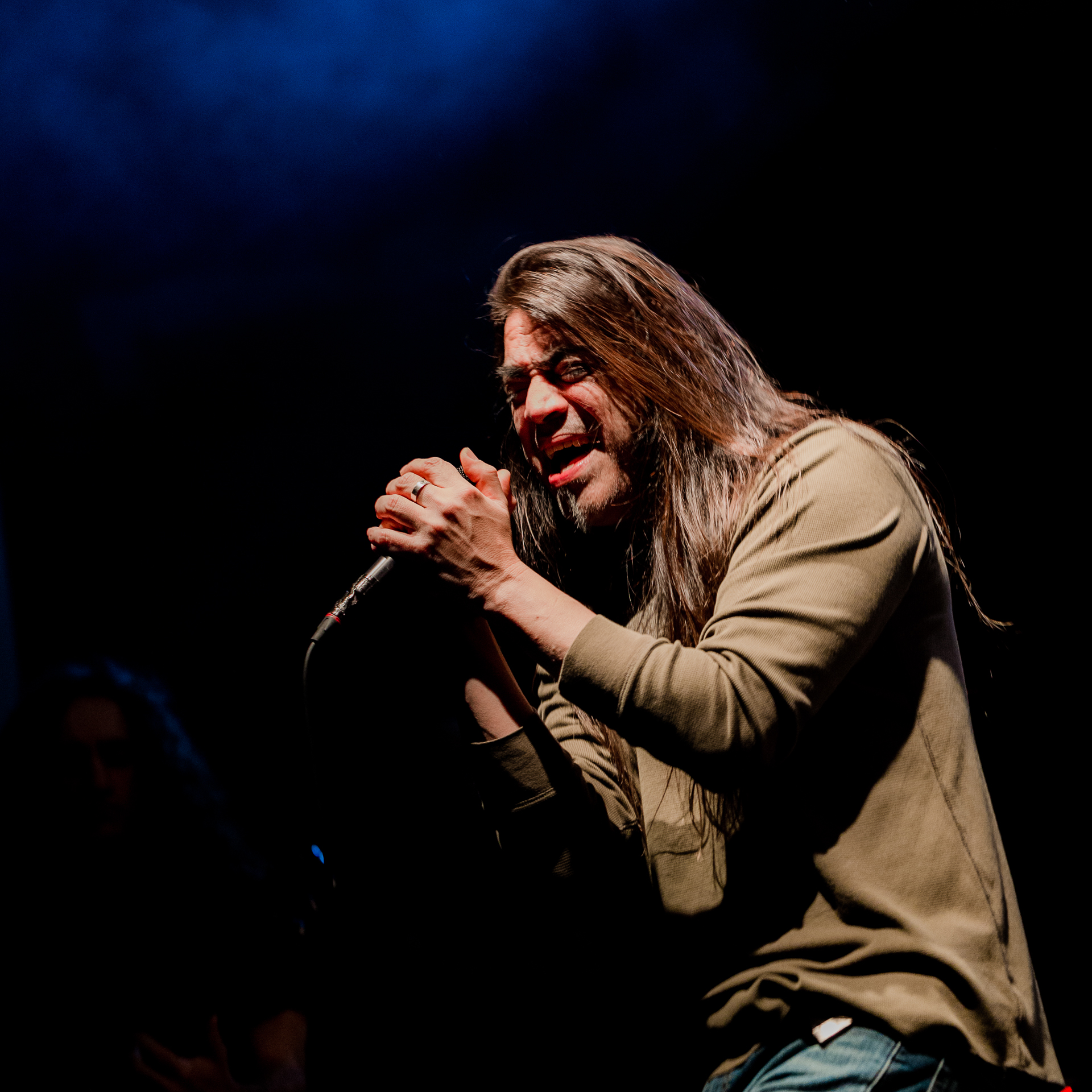
Ray Alder (Fates Warning)
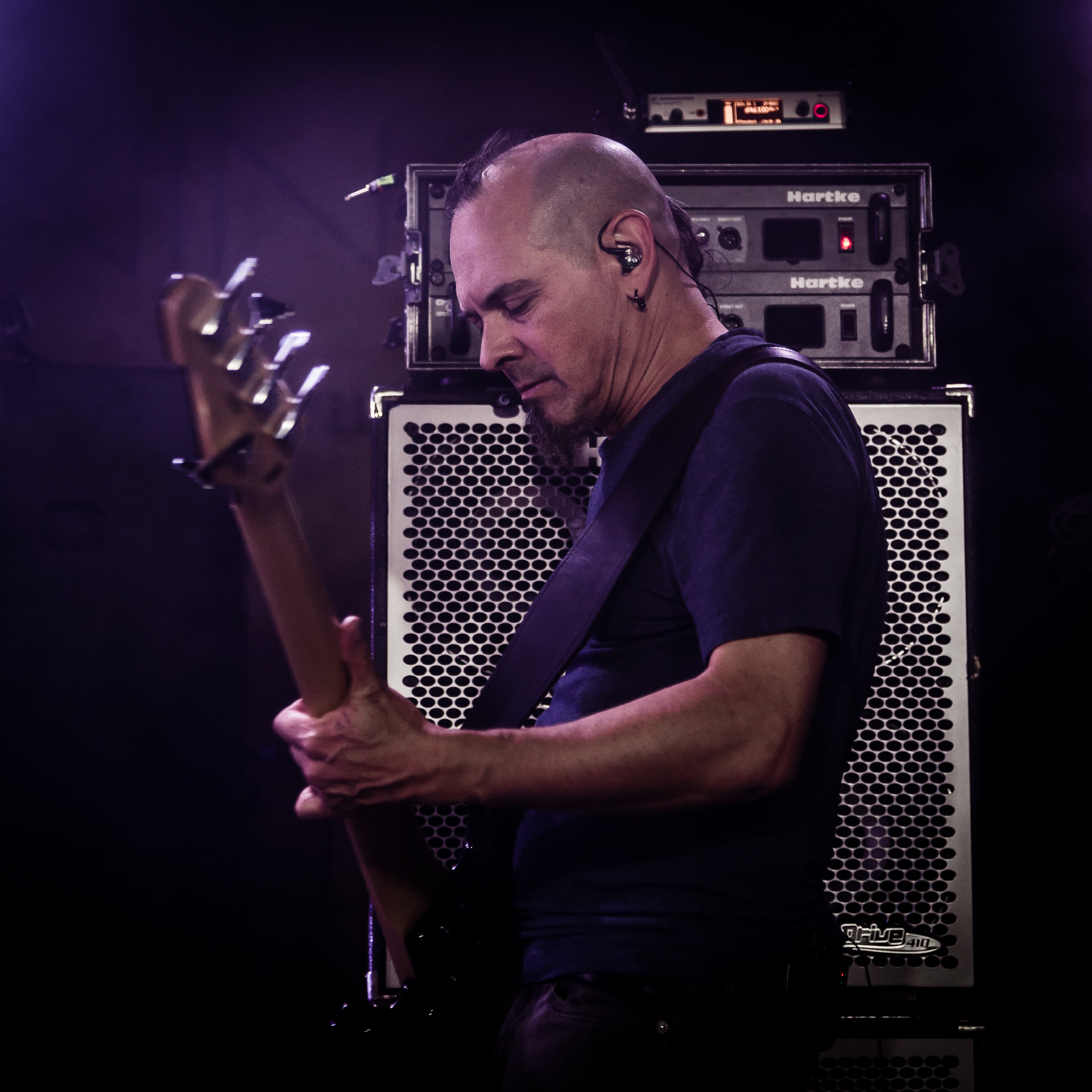
Joey Vera (Fates Warning)
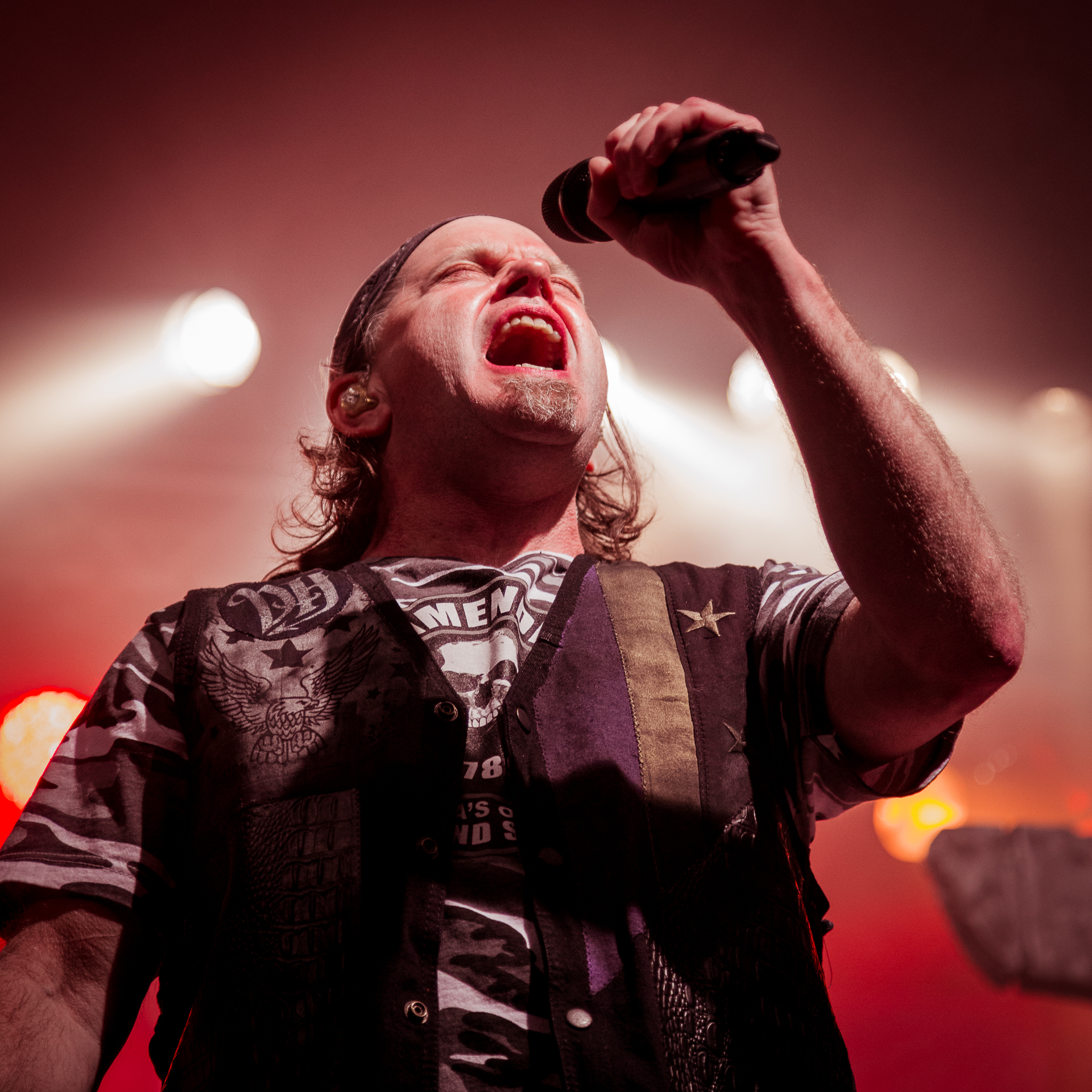
John Arch (Fates Warning)
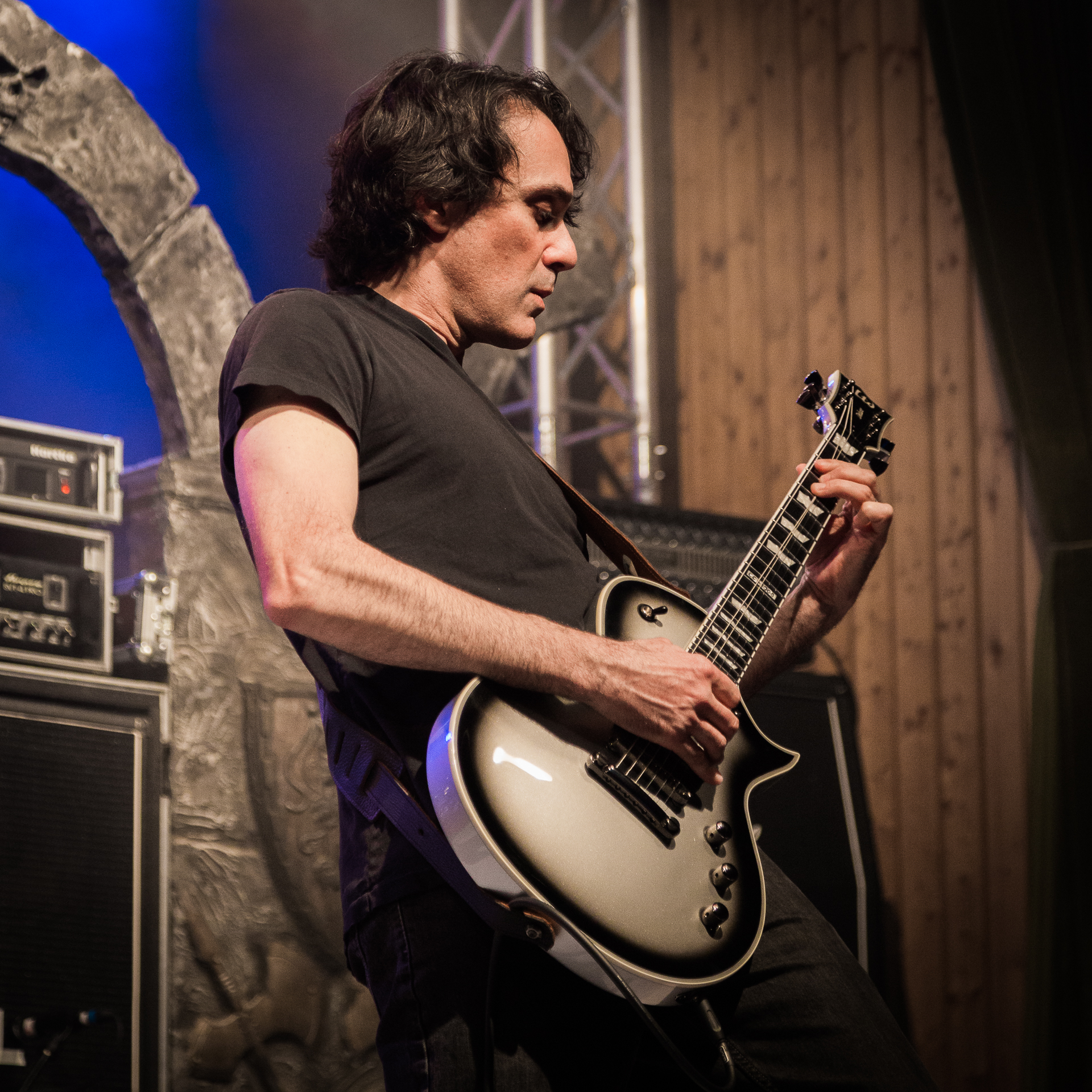
Frank Aresti (Fates Warning)